# Pont nord de Chongming
Le Pont-tunnel de Shanghai sur le Yangzi Jiang ou pont nord de Chongming intègre un complexe de ponts et de tunnels reliant Shanghai à l'île de Chongming en Chine à travers l'embouchure du Yangzi Jiang.
Le pont à haubans de l'ouvrage figure parmi les plus grands de ce type avec une portée centrale de 730 mètres et le pont dans son ensemble (pont à haubans et ses viaducs d'accès) présente une longueur remarquable de 9,97 kilomètres.

## Présentation du projet
L'île de Chongming, troisième plus grande île chinoise qui s'étend sur 1 267 kilomètres carrés soit environ un sixième du territoire de Shanghai, est une des zones les plus rurale de la mégalopole. Elle est prisée des Shanghaiens pour ses espaces verts et son calme, de plus en plus s'y rendent les week-ends afin de pouvoir profiter de cette paisibilité, l'espace disponible sur l'île attire également les projets immobiliers (500 000 mètres carrés de logements devraient être construits chaque année) et des industries.  
Les concepteurs prévoyaient initialement la réalisation de deux ponts, mais en raison du trafic important du Yangzi qui aurait engendré de nombreuses difficultés de construction, un tunnel a été choisi.
L'ouvrage, long de 25,5 kilomètres fait partie de la Hushan Expressway qui relie Shanghai à Xi'an, il est décomposé en :
- un tunnel de 8,95 km entre Shanghai et l'île de Changxing ;
- un pont de 9,97 km entre l'île de Changxing et l'île de Chongming ;
- 6,68 km de routes de liaisons.

Le coût total du projet est de 12,6 milliards de yuan (soit 1,84 milliard de dollars U.S.), il a été ouvert à la circulation le 31 octobre 2009, sept mois avant l'exposition universelle de 2010 de Shanghai.

## Le pont
Il s'agit d'un pont à haubans avec des pylônes en « Y » inversés en béton atteignant une hauteur de 209 mètres (piles immergées et fondations non-comprises). Chaque pylône repose sur 60 pieux de diamètre 2,55 mètres et de longueur d'environ 105 mètres.
Le tablier, d'une largeur de 51,5 mètres est divisé en deux parties de 20,75 mètres espacées de 10 mètres, chacune est composée de caissons en acier reliés tous les 15 mètres par des caissons secondaires. Il est retenu à l'aide de 192 haubans, espacés de 15 mètres avec un espacement courant de 2,3 mètres au niveau des pylônes et de 15 mètres sur les caissons métalliques.
La chaussée comporte trois voies de circulation dans chaque sens limitées à 100 km/h et une autre voie sur chaque extrémité du tablier sera réservée au métro.

Élévation du pont à haubans

## Le tunnel
Le tunnel de Shanghai sous le Yangzi possède deux conduits (un dans chaque sens de circulation) qui, avec des diamètres extérieurs de 15 mètres ont la particularité d'être les plus larges du monde. Chaque conduit est réalisé avec des tunneliers qui exécutent l'excavation dans le sol et permettent la mise en place des voussoirs en béton préfabriqués C60 par tronçons de deux mètres de longueur. Ces voussoirs ont une épaisseur de 65 centimètres et dix unités sont requises pour réaliser un anneau complet.
Les deux tunnels possèdent chacun trois voies de circulation limitées à 80 km/h, une voie consacrée au métro est placée sous les voies routière.

## Les conditions de travail des ouvriers
Les conditions de travail des ouvriers, notamment durant la réalisation du tunnel, furent difficiles, ils sont logés près du chantier et ne remontent pas en surface durant les douze heures de travail quotidien. La qualité de l'air est très affectée par les moteurs des camions et la température sur le tunnelier ne descend pas en dessous de 36 degrés. Les nuisances sonores sont également très importantes, les ouvriers ne portent pas de protections individuelles telles que masques ou boules Quies.

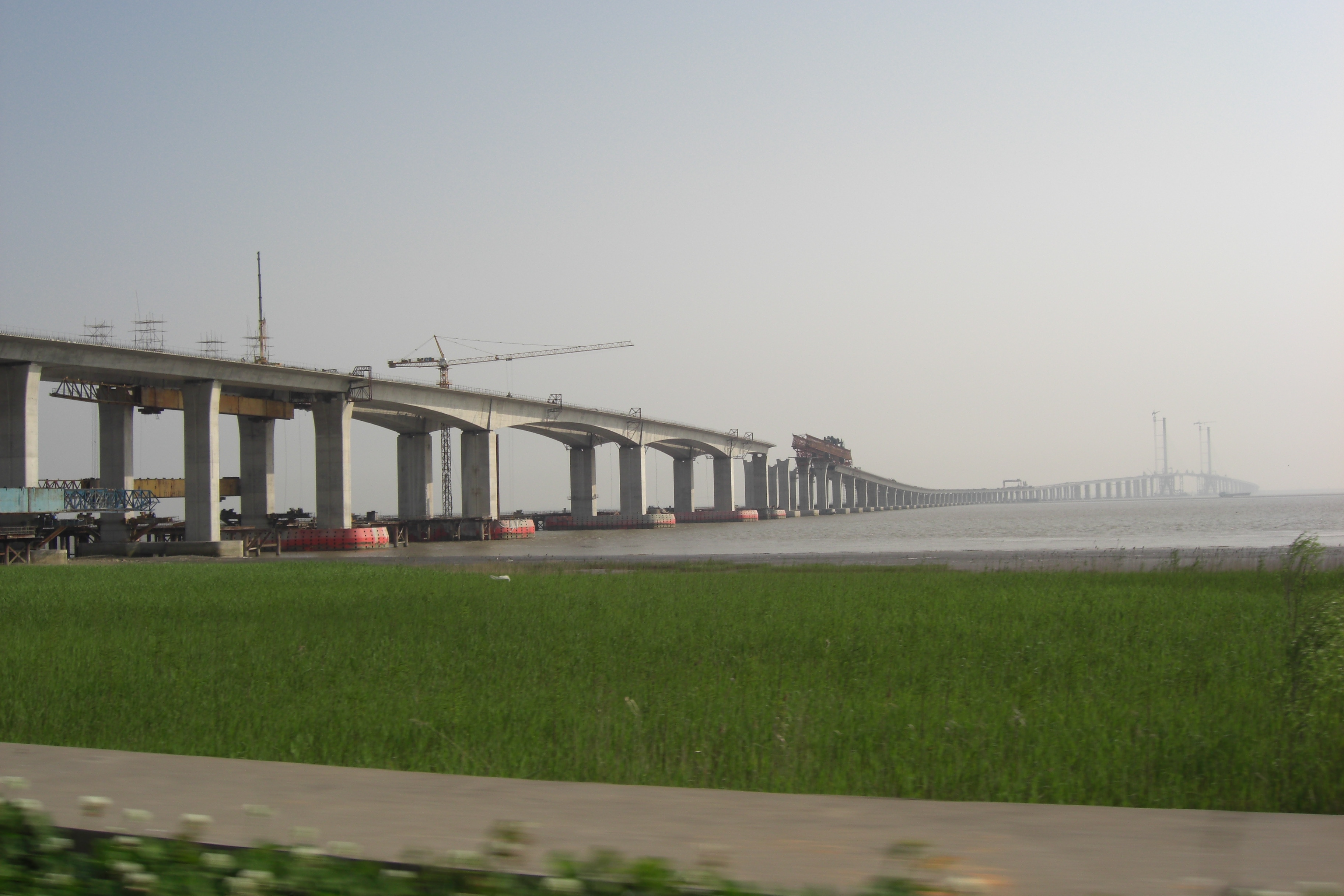
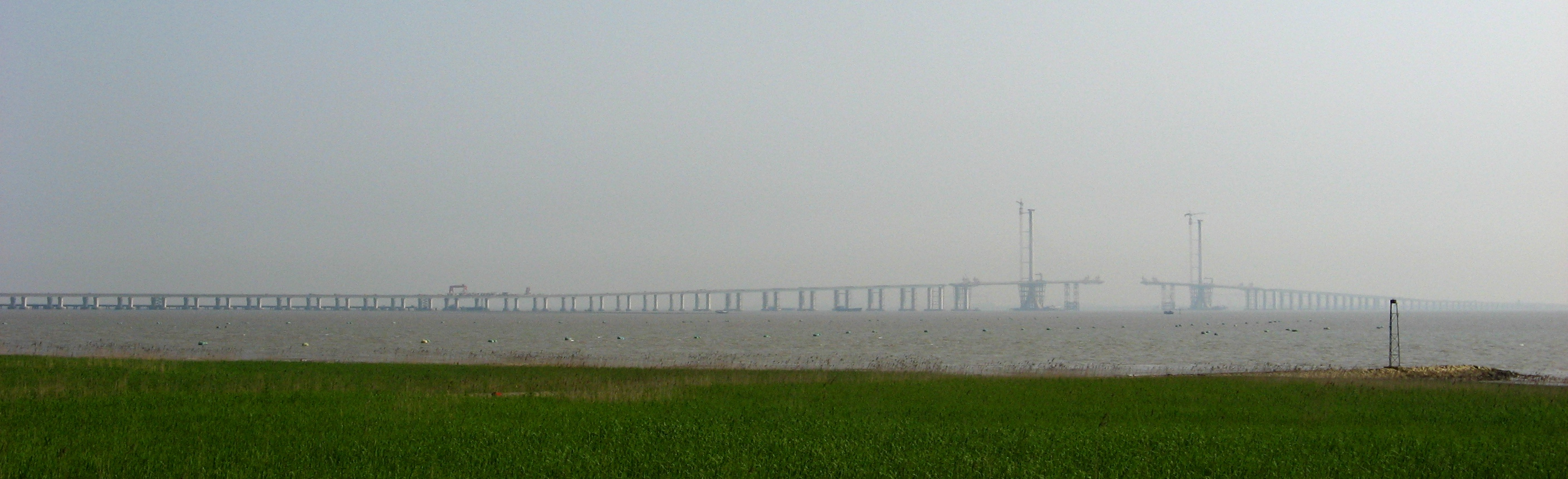
Le pont en construction
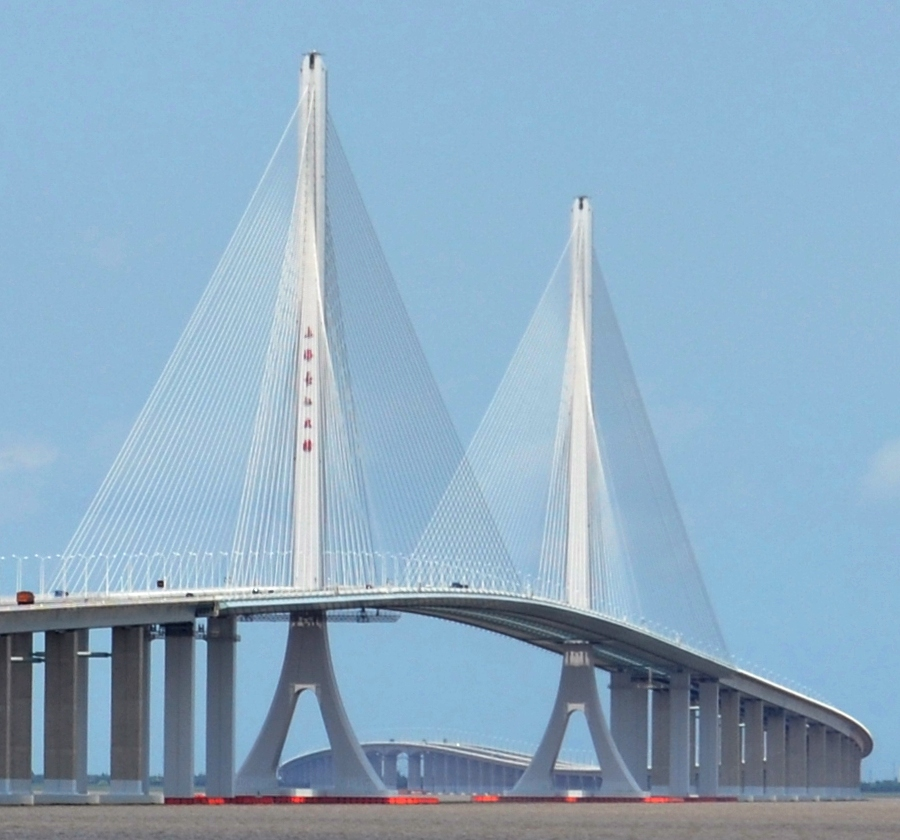
Le pont à haubans

## Sources et références
1. 1 2  (zh) « 上海长江隧桥（崇明越江通道） », sur Shcjsq.com - Site d'informations sur le projet (consulté le 16 juin 2010).
2. ↑  « Le filon vert de Chongming », sur Mcsinfo.u-strasbg.fr Université Robert Schuman de Strasbourg (consulté le 20 juin 2010).
3. ↑  « Le pont-tunnel booste les prix de l'immobilier », sur fr.cntv.cn Fr.cntv.cn (consulté le 20 juin 2010).
4. 1 2  (en)[vidéo]« The Shanghai Yangtze River Bridge and Tunnel », sur Cctv.com (consulté le 20 juin 2010).
5. 1 2  Recent Major Cable-Stayed Bridges in Shanghai (2007)
6. 1 2  The Shanghai Yangtze River Tunnel: Theory, Design and Construction (2008)
7. ↑  « Rapport de stage - tunnel sous le Changjiang (Shanghai) », sur Anneedutigre.insa-lyon.fr (consulté le 20 juin 2010).